# Лукомников, Герман Геннадьевич
Ге́рман Генна́дьевич Луко́мников (род. 6 мая 1962, Баку) — русский поэт, прозаик, палиндромист, перформансист, составитель антологий. До начала 1994 г. подписывался псевдонимом Бонифаций.

## Биография
Родился 6 мая 1962 года в Баку. Отец — поэт и художник Геннадий Ильич Лукомников. С 13 лет живет в Москве. Стихи пишет с детства; с 1990 года полностью посвятил себя литературной работе.
С 1989 года выступал с чтением произведений отца и своих собственных; начиная с 1990 года сотрудничал с газетой «Гуманитарный фонд» (первые публикации). Печатался также в журналах «Знамя», «Огонёк», «Новое литературное обозрение», «Воздух», «Соло» и др., в газетах и альманахах. Многие стихи Бонифация и Г. Лукомникова публиковались как детские в журналах «Весёлые картинки», «Фигли-мигли», «Вовочка». Постоянно сотрудничает с художницей Асей Флитман.
Стихи, написанные под псевдонимом Бонифаций, были включены в антологию «Самиздат века» (Самиздат века. / Сост. А. И. Стреляный, Г. В. Сапгир, В. С. Бахтин, Н. Г. Ордынский. — Минск-М.: Полифакт, 1997), в различные антологии авангардной поэзии, проза — в антологию новейшей прозы «Время рожать» (Время рожать: Сборник /Сост. В. В. Ерофеев. — М.: Подкова; Деконт+, 2001), в сборник «Очень короткие тексты» (Очень короткие тексты: В сторону антологии. — М.: НЛО).
В декабре 1991 года вместе с Андреем Белашкиным подготовил и провёл первый фестиваль палиндрома, а в 1992 году — первую конференцию по проблемам палиндрома, что способствовало популяризации палиндрома и положило начало консолидации поэтов-палиндромистов. В 1993—1994 годах составил первую антологию русского палиндрома, а в 2001 году, совместно с Сергеем Фединым и при консультации Дмитрия Авалиани составил Антологию русского палиндрома, комбинаторной и рукописной поэзии (М.: Гелиос АРВ, 2002).
В 2005 году вместе с Игорем Карауловым провёл 1-й и 2-й фестивали поэзии Живого Журнала «Каррент поэтри».
Как составитель и редактор подготовил к изданию книги Юрия Смирнова «Слова на бумаге» (М.: культурный слой, 2004) и (совместно с В. И. Орловым) Даниила Соложева «Стихотворения» (М.: Летний сад, 2011).
Один из составителей (вместе с И. Ахметьевым, В. Орловым и А. Урицким) двухтомной антологии «Русские стихи 1950—2000 годов» (М.: Летний сад, 2010).
Регулярно выступает с чтением своих стихов, участвовал в слэмах (победитель Большого поэтического слэма Москвы (2006), Российско-украинского слэма во Львове (2007) и Всероссийского слэма в Воронеже (2014), вице-чемпион парижского Coupe du Monde de Slam Poésie 2015). Ведет блог в Живом Журнале под ником «lukomnikov_1». Помимо основного, ведёт еще несколько блогов, в одном из которых с февраля 2012 года выкладывает вышеупомянутую двухтомную антологию.
В 2015 стал лауреатом премии Чуковского за новаторство в детской литературе.
В 2019—2022 годах исполнял роль Юродивого в спектакле «Борис» Дмитрия Крымова. С 2024 года играет роль поэта-электрика в спектакле "Море времени".

## Книги Бонифация
- Вѣшнія воды: Сборник срамной лирики. — М.: Издательская квартира Андрея Белашкина, 1993. — 48 с.
- Стихи. — СПб, Красный матрос, 1997. — 44 с. Илл. Эврики Джанглла.
- Птицелов (оплот-идея). — Казань, 1997. — 20 с. Илл. Эврики Джанглла. Палиндром-целовертень. «Рекомендовано для средних учебных заведений как диктант с обратной орфографической проверкой».
- Бонифаций и Герман Лукомников. Стих нашёл. — М.: Дом детской книги, 2000. — 16 с. Сост. М.Есеновский. Рис. Д.Герасимовой. Для семейного чтения.
- Бонифаций и Ася Флитман. Мы буковки. — М.: А и Б, 2001. — [96 с.]

## Книги Германа Лукомникова
- Бонифаций и Герман Лукомников. Стих нашёл. — М.: Дом детской книги, 2000. — 16 с. Сост. М. Есеновский. Рис. Д.Герасимовой. Для семейного чтения.
- Дмитрий Кузьмин. Стихотворения Германа Лукомникова. Осень 2000: Произведения, написанные [Лукомниковым!] с 1 сентября по 30 ноября 2000 года. — М.: Издательская квартира Андрея Белашкина; Изд-во А и Б, 2001. — 36 с.
- Японские поэты + Герман Лукомников. Бабочки полет, или Хокку плюс. — М.-СПб.: Красный Матрос, 2001. — 100 с. Идея В.Белоброва и О.Попова. Использованы переводы Веры Марковой. Художник Ася Флитман.
- Стихи сезона. Зима 2000/2001: Произведения, написанные с 1 декабря 2000 по 28 февраля 2001 года. — М.: Издательская квартира Андрея Белашкина; Изд-во А и Б, 2001. — 28 с.
- Антология русского палиндрома, комбинаторной и рукописной поэзии / Сост. и коммент. Г. Лукомникова и С. Федина; Консультант Д. Авалиани. — М.: Гелиос АРВ, 2002. — 272 с. — ISBN 5-85438-044-7.

- Лукомников Г. (Бонифаций). Слова: Книга стихотворений. — М.: Издание Льва Шпринца, 2003. — 108 с.
- Бонифаций и Герман Лукомников. При виде лис во мраке/ Илл. Аси Флитман. — М.: Самокат, 2011. — 96 с.
- Лукомников, Г. Хорошо, что я такой : почти детские стихи / Герман Лукомников; иллюстрации: Коля Филиппов; составление, дизайн и вёрстка: Мария Бабурова. — Москва : Самокат, 2019. — 95 с. : ил. — (Поэтическая серия «Самоката»)[7].

## Интервью
- Герман Лукомников: «Во мне живут два десятка разных поэтов». Удмуртская правда. Дата обращения: 15 февраля 2020.
- Герман Лукомников: «Для меня в папином творчестве важно ощущение, что всё можно найти в себе самом…» Интервью — Textura. Дата обращения: 15 февраля 2020.
- Дмитриева Екатерина. Поэт Герман Лукомников: «В стихотворении главное – особая сверхконцентрация». myhseolymp.ru. НИУ ВШЭ.
- «Человек-праздник». Поэзия и перформансы Германа Лукомникова // Что изучают гуманитарии: подкаст. — 2024. — Сезон 4. — Выпуск 6. (25.08.2024). [Электронный ресурс]. Режим доступа: https://nlo.media/catalog/chto-izuchayut-gumanitarii/chelovek-prazdnik-poeziya-i-performansy-germana-lukomnikova/